# Code international de commercialisation des substituts du lait maternel
 (septembre 2010).
Si vous disposez d'ouvrages ou d'articles de référence ou si vous connaissez des sites web de qualité traitant du thème abordé ici, merci de compléter l'article en donnant les références utiles à sa vérifiabilité et en les liant à la section « Notes et références ».
Le Code international de commercialisation des substituts du lait maternel a été élaboré en 1981 par l'Assemblée générale de l'organisation mondiale de la santé (OMS), en étroite consultation avec les États membres et autres parties concernées.
Ce code, et un certain nombre de résolutions ultérieures de l'Assemblée mondiale de la santé (World Health Assembly, WHA), recommande des restrictions à la commercialisation des substituts du lait maternel, tels que les préparations pour nourrissons, afin d'assurer que les mères ne sont pas dissuadées de l'allaitement maternel et que des substituts sont utilisés en toute sécurité si nécessaire. Le code couvre également les biberons et les tétines.

## Dispositions du Code
Le Code et les résolutions de l'Assemblée ont pour but de protéger l'allaitement maternel de la promotion commerciale qui affecte les mères, les travailleurs de la santé et les systèmes de soins de santé. Le Code et les résolutions contiennent également des dispositions spécifiques et des recommandations relatives à l'étiquetage des préparations pour nourrissons et autres substituts du lait maternel.

### Mères
- L'information et le matériel éducatif sur l'alimentation du nourrisson et du jeune enfant devraient être objectifs et cohérents et mettre l'accent sur l'importance de l'allaitement maternel. En aucun cas, ces matières ne doivent se référer à un nom de marque d'un produit.
- Toutes les formes de publicité sur les produits et tout tarif promotionnel sont interdits.
- Les mères ne doivent pas recevoir des échantillons de produits gratuits.
- Les dispositifs promotionnels tels que des rabais et des expositions spéciales au niveau du détail, sont interdits.
- Les représentants des marques ne peuvent pas être en contact direct ou indirect avec les mères.
- Les risques pour la santé pour les nourrissons qui sont nourris artificiellement ou qui ne sont pas allaités exclusivement au sein doivent être mis en évidence par un étiquetage approprié et des avertissements ad hoc.

### Les personnels de santé
- Le Code donne aux personnels de santé la responsabilité d'encourager et de protéger l'allaitement maternel.
- Les matériaux et documents en ce qui concerne les produits remis aux professionnels de la santé par les fabricants et les distributeurs devraient être limités aux questions  « scientifiques et factuelles ». Ils ne doivent pas être des outils pour promouvoir l'utilisation des produits.
- Des échantillons de produits ne peuvent être donnés que lorsque cela est nécessaire pour une évaluation professionnelle ou de recherche au niveau institutionnel. En aucun cas, ces échantillons ne peuvent être transmis aux mères.
- Afin d'éviter les conflits d'intérêts, les fabricants et les distributeurs ne devraient pas donner du matériel ou des incitations financières aux personnels de santé. Il y a trois résolutions de l'Assemblée sur la nutrition du nourrisson et du jeune enfant qui mettent en garde contre les conflits d'intérêts, à savoir la résolution WHA 49.15 [1996]; résolution WHA 58.32 [2005] et la résolution WHA 61.20 [2008]. Les appels à la prudence : résolution de 1996 « en acceptant un soutien financier pour les professionnels de santé travaillant dans la santé infantile et du jeune enfant qui peut créer des conflits d'intérêt ». La nécessité d'éviter les conflits d'intérêts est élargie en 2005 pour couvrir les programmes de santé des nourrissons et des jeunes enfants et a réaffirmé en 2008.

### Les systèmes de santé
- La promotion d'un produit est interdite dans un établissement de soins de santé. Cela comprend l'affichage des produits, des pancartes et des affiches concernant ces produits et la distribution de matériaux fournis par les fabricants et les distributeurs.
- Les renseignements fournis devraient comprendre une explication claire des risques de l'alimentation artificielle et les risques de mauvaise utilisation des produits.
- Le don de matériel ne devrait pas mentionner les noms de marque des produits.
- Fournitures gratuites: deux résolutions (WHA 39.28 [1986] et WHA 47.5 [1994]) ont été prises pour mettre fin à toutes les fournitures gratuites ou à faible coût à une partie quelconque du système de soins de santé. Les fabricants et les distributeurs ne peuvent pas fournir des produits aux établissements de soins de santé à faible coût ou gratuitement. (Selon les lignes directrices de l'Initiative Hôpital Ami des Bébés, « à faible coût » signifie au moins 80 % du prix de détail)

### Étiquetage
- Les informations sur les étiquettes des préparations pour nourrissons doivent être simples et faciles à comprendre, les termes dans une langue appropriée.
- Les étiquettes sur les boites de préparations pour nourrissons doivent contenir une déclaration sur la supériorité de l'allaitement maternel et que le produit doit être utilisé uniquement après consultation avec un professionnel de santé.
- Toutes photos, termes d'un texte de nature à idéaliser l'utilisation de préparations pour nourrissons et de certaines formulations, telles que « humanisé » ou « maternisé » ou similaires, ne devraient pas être utilisés.
- Les allégations nutritionnelles et de santé sur les étiquettes des substituts du lait maternel ne doivent pas être autorisées, sauf si cela est autorisé par la législation nationale. (Résolution WHA 58.32 [2005])
- L’étiquette doit contenir des avertissements explicites afin d'informer les consommateurs sur les risques de contamination des préparations en poudre par des micro-organismes pathogènes. (Résolution WHA 58.32 [2005])
- Les étiquettes doivent être conformes aux directives de l'OMS / FAO sur la préparation, le stockage et la manipulation des préparations en poudre pour nourrissons. (Résolution WHA 61.20 [2008][1])

Conformément à la recommandation de l'allaitement maternel exclusif dans la résolution WHA 54.2 [2001], tous les aliments complémentaires doivent être étiquetés comme étant convenables pour l'utilisation par les nourrissons de six mois et au plus tôt.

## Mise en œuvre du Code
L'industrie des aliments pour bébés a été l'objet de critiques de la part des ONG, agences internationales et les groupes militants pour avoir omis de se conformer au code. Un des plus grands fabricants de denrées alimentaires et des boissons dans le monde, le géant suisse Nestlé, a fait l'objet d'une campagne de boycott international depuis 1977 pour ses pratiques de commercialisation du lait de substitution avant l'élaboration du Code.
En soi, le Code international n'est pas légalement exécutoire. Les entreprises ne sont soumises à des sanctions judiciaires pour avoir omis de se conformer au Code, où il a été incorporé dans la législature d'un État nation. De nombreux pays ont totalement ou partiellement adopté le Code en tant que loi. D'autres pays n'ont aucune législation sur la commercialisation des aliments pour bébés.
Des données récentes suggèrent que le défaut de se conformer aux dispositions du Code reste une cause majeure de préoccupation. Les infractions au Code par les sociétés de lait pour bébé sont encore très répandues, surtout dans les pays qui n'ont pas mis en œuvre le Code comme une mesure nationale ou lorsque le suivi et l'exécution sont faibles. L'International Baby Food Action Network effectue le suivi de la commercialisation des aliments pour bébés dans 69 pays à travers le monde à la fois de manière indépendante et avec les gouvernements. Une étude sur les violations du code au Togo et au Burkina Faso a été publiée dans le British Medical Journal en 2003.